# São Pedro do Esteval
São Pedro do Esteval es una freguesia portuguesa del concelho de Proença-a-Nova, con 60,96 km² de superficie y  habitantes (2001). Su densidad de población es de 10,9 hab/km².

## Galería

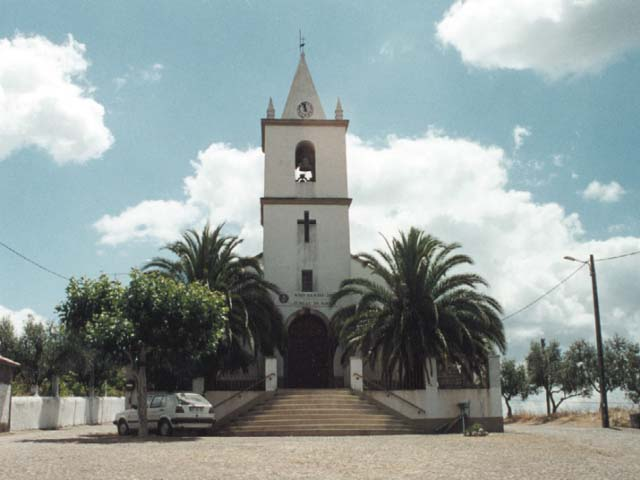
Iglesia Matriz de São Pedro do Esteval